# Ernst Friedrich

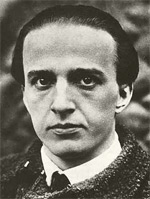
Ernst Friedrich mit 30 Jahren, um 1924

Ernst Friedrich (* 25. Februar 1894 in Breslau; † 2. Mai 1967 in Le Perreux-sur-Marne, Frankreich) war ein anarchistischer Pazifist (vgl. auch Anarchopazifismus).

## Leben und Wirken

### Kindheit und Jugend
Ernst Friedrich wurde als dreizehntes Kind einer Waschfrau und eines Sattlers geboren. Nach dem Abschluss der Volksschule begann er 1908 eine Buchdruckerlehre, die er jedoch bald abbrach, um sich zum Schauspieler ausbilden zu lassen. Seinen Lebensunterhalt verdiente er, indem er sich als Fabrikarbeiter verdingte. Er war einer der Gründer des Breslauer Ortsvereins der Arbeiterjugend. 1911 trat er in die SPD ein. Von 1912 bis 1914 durchwanderte er Dänemark, Schweden, Norwegen und die Schweiz. 1914 gab er in seiner Heimatstadt sein schauspielerisches Debüt und trat auch am Königlichen Hoftheater in Potsdam auf.

### Erster Weltkrieg
Im Ersten Weltkrieg einberufen, verweigerte er den Kriegsdienst aus Gewissensgründen. Da er sich dagegen wehrte, eine Uniform anzuziehen, wies man ihn in eine Beobachtungsstation für Geisteskranke ein. Wegen Sabotage in einem kriegswichtigen Betrieb wurde er 1917 zu einer Gefängnisstrafe in Potsdam verurteilt. Ende 1918 kam er aufgrund der Novemberrevolution frei.

### Weimarer Republik
Friedrich war am Spartakusaufstand beteiligt. Nach dem Kriegsende war er kurz Mitglied in der Freien sozialistischen Jugend von Karl Liebknecht und Rosa Luxemburg. Nach deren Auflösung im Jahr 1920 gründete er die antiautoritäre und anarchistische Jugendgruppe „Freie Jugend“ in Berlin. Diese fand auch Ableger in Preußen, Sachsen, Thüringen, im Rheinland, in Westfalen sowie in Österreich und der Schweiz. Die Zeitschrift Freie Jugend war verbindend für die verschiedenen Gruppen und erschien bis 1926. Diese ging ab 1923 in der Syndikalistisch-Anarchistischen Jugend Deutschlands (SAJD) auf, einer anarchosyndikalistischen Jugendbewegung, die sich sehr stark für den Antimilitarismus einsetzte. In der Zwischenkriegszeit engagierte er sich politisch, agitatorisch und künstlerisch gegen den Krieg, er war unter anderem Redner auf der Anti-Kriegskundgebung vor dem Berliner Dom am 31. Juli 1921 mit über 100.000 Demonstranten.
Seine Wohnung in der Kochhannstraße in Friedrichshain wurde zu einem Versammlungsort und einer Wohnkommune für anarchistische junge Menschen.

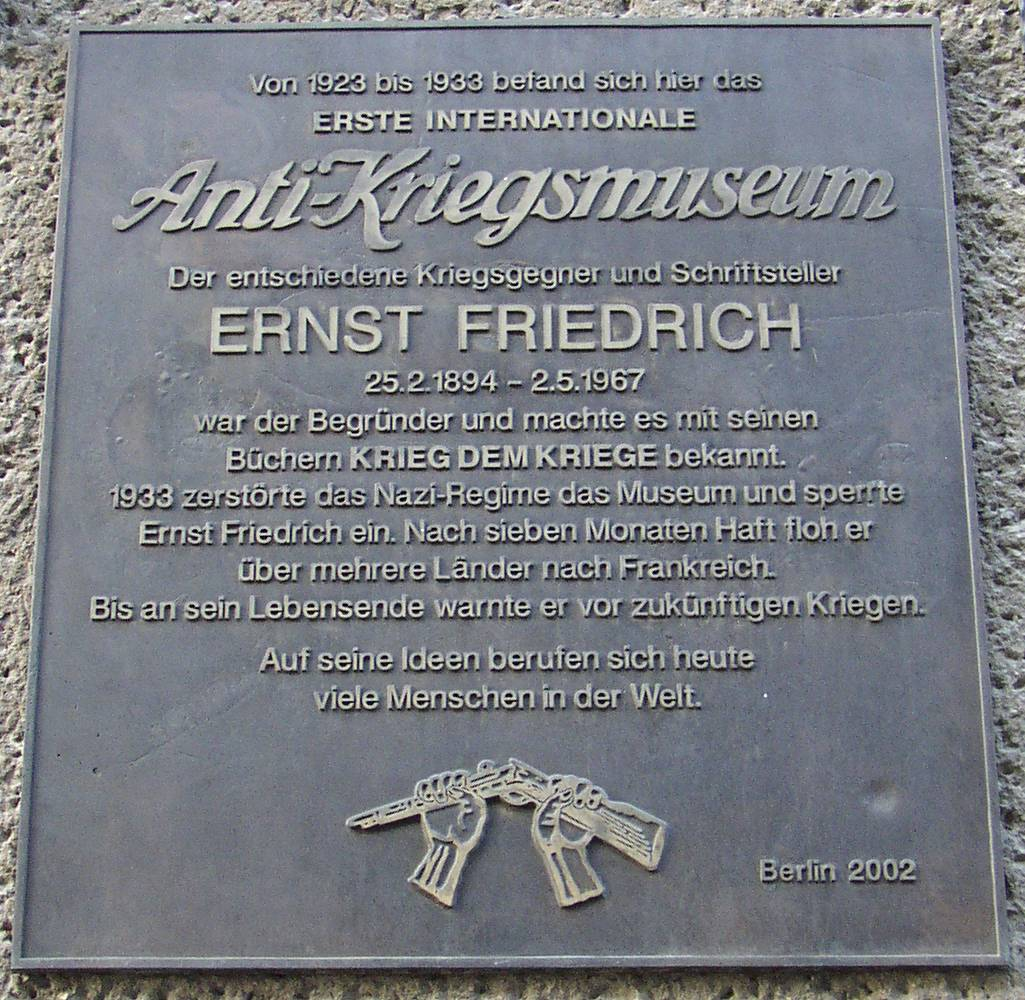
Gedenktafel in Berlin-Mitte (Parochialstr. 1–3)

1923 gründete er das Anti-Kriegs-Museum in Berlin. Eines seiner wichtigsten Motive für die Errichtung des Museums war, einen Ort der Friedenspädagogik zu erschaffen. Sein bekanntestes Buch Krieg dem Kriege aus dem Jahr 1924 entstand durch seine Recherchen für das Anti-Kriegs-Museum; es zeigt eine Bilderdokumentation der Schrecken des Krieges.
Später gab er unter anderem die Wochenzeitung „Die schwarze Fahne“ heraus, die zeitweilig eine Auflage von 40.000 Exemplaren erreichte.
Friedrich war eng mit Henry Jacoby und Erich Mühsam befreundet. Jacoby nennt ihn rückblickend „Apostel einer radikalen Jugendbewegung, Verkünder eines herrschaftslosen Sozialismus [und] aggressive[r] Antimilitarist“. Den politischen Gefangenen in der Weimarer Republik, darunter Erich Mühsam, widmete Ernst Friedrich als Herausgeber der Zeitschrift „Freie Jugend“ 1924 (Nr. 7) ein Sonderheft.
Häufig wurden seine Publikationen verboten oder beschlagnahmt und Friedrich stand immer wieder vor Gericht. Der Anwalt Hans Litten verteidigte ihn bei zahlreichen Prozessen. Nach mehreren Vorstrafen wurde er am 14. November 1930 wegen seiner politischen Aktivitäten, „Vorbereitung zum Hochverrat“, erneut zu einem Jahr Gefängnis verurteilt. Er soll beteiligt gewesen sein, antimilitaristische Texte unter der Polizei und der Reichswehr zu verteilen.

### Drittes Reich, Zweiter Weltkrieg
Schon vor der Machtübernahme 1933 terrorisierten ihn die Nazis. Die Schaufenster des Anti-Kriegs-Museums wurden ständig zerstört und Friedrich war regelmäßig gewalttätigen Übergriffen ausgesetzt. Nach dem Reichstagsbrand wurde er am 28. Februar 1933 verhaftet. Das Museum wurde von den Nazis zerstört und zu einem SA-„Sturmlokal“ gemacht. Nach seiner Freilassung floh er im Dezember 1933 durch Europa. Einige Zeit fand er im Rest-Home-Projekt Unterschlupf, das von Quäkern betrieben wurde. Anfang 1936 wurde er im Deutschen Reich ausgebürgert.
1936 eröffnete er in Brüssel ein neues Museum, das allerdings die deutschen Truppen nach ihrem Einmarsch 1940 erneut zerstörten. Ernst Friedrich floh mit seinem Sohn Ernst nach Frankreich. Dort wurden die beiden vom Vichy-Regime im Lager St. Cyprien interniert, später im Lager von Gurs. Nach 18 Monaten konnte er fliehen. 1943 wurde er von der Gestapo aufgespürt. Nach seiner erneuten Flucht schloss er sich der Résistance an. Nahe dem Dorf Barre-des-Cévennes im Département Lozère bewirtschaftete Ernst Friedrich mit seiner zweiten Frau Marthe Saint-Pierre den Bauernhof „La Castelle“. Friedrich, der Pazifist, kämpfte bei der Befreiung von Nîmes und Alès. Er wurde zweimal verwundet. Er rettete etwa siebzig Kinder eines jüdischen Kinderheims vor der Deportation.

### Nach dem Zweiten Weltkrieg
Nach dem Krieg wurde Friedrich Mitglied der Sozialistischen Partei Frankreichs. Seit 1947 warb er in Paris für den Wiederaufbau eines neuen Anti-Kriegsmuseums.
Von einem internationalen Fonds erhielt er 1.000 Dollar. Davon kaufte er einen Schleppkahn, den er zum Friedensschiff Arche de Noé umbaute. Es lag an einer Seine-Insel bei Villeneuve-la-Garenne. Er gab drei Nummern der Zeitschrift Bordbrief heraus (1950–1953).
1954 erhielt er für den Verlust seines Besitzes und erlittene körperliche Schäden im „Dritten Reich“ eine Entschädigung. Er kaufte daraufhin etwa 3.000 Quadratmeter Wald auf einer Marne-Insel (Île du Moulin) nahe Le Perreux-sur-Marne. Dort errichtete er 1954 ein internationales Jugendzentrum. Ab 1961 war es eine internationale Begegnungsstätte der arbeitenden Jugend.
Ernst Friedrich, der in seinen letzten Lebensjahren von schweren Depressionen gepeinigt wurde, starb „wie er stets gelebt hatte: arm an Besitz, aber überreich an Visionen“. Sein Grab befindet sich in der 5. Division auf dem Friedhof von Le Perreux-sur-Marne, Département Val-de-Marne.

## Nachleben
Die Friedensinsel wurde nach dem Tod Friedrichs verkauft. Der schriftliche Nachlass wurde vernichtet.
In Berlin wurde das Anti-Kriegs-Museum 1982 wiedergegründet.

## Schriften
- Proletarischer Kindergarten. Ein Märchen- und Lesebuch für Kinder. Illustrationen von Käthe Kollwitz, Karl Holtz, Otto Nagel u. a. Buchverlag der Arbeiter-Kunst-Ausstellung, Berlin 1921.
- Krieg dem Kriege! Guerre à la guerre. War against War. 2 Bände. Verlag Freie Jugend, Berlin 1924 und 1926.
  - neu herausgegeben vom Anti-Kriegs-Museum Berlin, mit einer Einführung von Gerd Krumeich, Ch. Links, Berlin 2015, ISBN 978-3-86153-828-8 (in einem Band).
- Festung Gollnow (Reihe Menschen im Käfig). Mit Fotos von Svend Nielsen. Kulturverlag, Berlin 1932.
- Das Anti-Kriegsmuseum. Berlin 1926.
- Vom Friedensmuseum zur Hitlerkaserne. Ein Tatsachenbericht über das Wirken von Ernst Friedrich und Adolf Hitler (Autobiographie), Schwarz, St. Gallen / Genossenschafts-Buchhandlung, Zürich 1935.
  - Neuausgabe mit einem Beitrag über Ernst Friedrich von Walther G. Oschilewski, Libertad, Berlin 1978.
  - Neuausgabe des Anti-Kriegs-Museums Berlin. BoD, Norderstedt 2007, ISBN 978-3-8334-9523-6.
- Krieg dem Kriege, Ernst Friedrich, neu herausgegeben vom Anti-Kriegs-Museum Berlin, mit einer Einführung von Gerd Krumeich und mit einem Lebensbild Ernst Friedrichs von Tommy Spree und Patrick Oelze, Lizenzausgabe, Verlag Bundeszentrale für Politische Bildung, Bonn 2015, ISBN 978-3-8389-0582-2.

Herausgeber der Zeitschriften:
- Freie Jugend (1919–1926) (Auflage bis zu 40.000 Stück).
- Die Waffen nieder! (1921)
- Der freie Mensch (1924)
- Schwarze Fahne (1925–1929), ZDB-ID 85630-7.
- Bordbrief. Schiffsdruckerei der „Arche de Noé“, Paris (1950–1953), ZDB-ID 26737814.